# HMS Echo (H23)
Pour les autres navires du même nom, voir HMS Echo.
Pour les articles homonymes, voir H23.
Le HMS Echo (pennant number H23) est un destroyer de classe E lancé pour la Royal Navy en 1934. 

## Construction

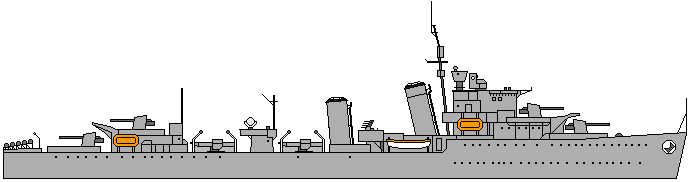
Profil d'un destroyer de la classe E.

L'Echo est commandé, dans le cadre du programme naval de 1931, le 1er novembre 1932 pour le chantier naval de William Denny and Brothers de Dumbarton en Écosse. La pose de la quille est effectuée le 20 mars 1933, l'Echo est lancé le 16 février 1934 et mis en service le 25 octobre 1934.
Il est parrainé par la communauté civile de Llanelli dans le Carmarthenshire, dans le cadre de la Warship Week (semaine des navires de guerre) en mars 1942.
L'Echo est un des 9 navires de la classe E, version allongée de la classe A de 1927 et sur la classe D précédente, permettant d'améliorer leur endurance. Ses quatre canons, en affût simple, sont de 120 mm (4,7 pouces). Ils sont superposés deux à la proue et les deux autres à la poupe. Deux plateformes de tubes lance-torpilles quadruples de 533 mm sont présentes dans l'axe du navire, installées après les deux cheminées et séparées par une plateforme projecteur. Il n'est pas équipé à l'origine comme dragueur de mines.
Les destroyers des classes E et F déplacent 1 428 t en charge normale et 1 970 t en pleine charge. Ils ont une longueur totale de 100,3 mètres, une largeur de 10,1 mètres et un tirant d'eau de 3,8 mètres. Ils sont propulsés par deux turbines à vapeur à engrenages Parsons, chacune entraînant un arbre d'hélice, utilisant la vapeur fournie par trois chaudières à trois tambours Almirauty qui fonctionnent à une pression de 20,7 bar (300 psi) et à une température de 327 °C. Les turbines développent une puissance totale de 36 000 chevaux-vapeur (27 000 kW) et atteignent une vitesse maximale de 35,5 nœuds (65,7 km/h). Les destroyers transportent un maximum de 470-480 tonnes de mazout, ce qui leur donne une autonomie de 6 350 milles nautiques (11 760 km) à 15 nœuds (28 km/h).L'effectif du navire est de 145 officiers et matelots.
Une modernisation de temps de guerre est opérée dès 1940. À partir de mai 1940, le banc arrière des tubes de torpilles est retiré et remplacé par un canon antiaérien QF de 12 livres 20-cwt, le mât arrière et la cheminée étant coupés pour améliorer le champ de tir du canon. Quatre à huit canons Oerlikon QF de 20 mm sont ajoutés aux navires survivants, remplaçant généralement les supports de mitrailleuse de calibre .50 entre les cheminées. Au début de la guerre, le stockage des grenades sous-marines est passé à 38. En 1943, on lui enlève son canon "Y" sur le pont arrière pour permettre un stockage supplémentaire de grenades sous-marines et l'installation de deux lanceurs de grenades sous-marines supplémentaires. Le canon de 12 livres est retiré pour permettre l'installation d'un radiogoniomètre Huff-Duff sur un mât principal court et pour permettre le stockage de charges sous-marines supplémentaires. On remplace son canon "A" ou "B" par un mortier Hedgehog anti-sous-marin, et sa tour de contrôle et son télémètre au-dessus du pont sont retirés en échange d'un radar de repérage de cible Type 271. Un radar de recherche de surface à courte portée de type 286, adapté du radar ASV de la Royal Air Force, est également ajouté.

## Histoire
Le 1er décembre 1932, l'amirauté a commandé deux destroyers de classe E à Denny à Dumbarton sur le Clyde. La pose de la quille de la nouvelle construction portant le numéro de construction 1263 eut lieu le 20 mars 1932 et le 16 février 1934, l''Echo  est lancé en tant que troisième navire de la classe des huit destroyers. Le 25 octobre 1934, le navire entre en service dans la Royal Navy. Avec ses navires-jumeaux (sister ship), l'Echo forme la 5e flottille de destroyers de la Home Fleet (flotte nationale). En raison de la crise d'Abyssinie entre le royaume d'Italie (Regno d'Italia) et l'Empire éthiopien (alors connu sous le nom « d'Abyssinie » en Europe), la flottille est affectée à la Mediterranean Fleet (Flotte méditerranéenne) jusqu'en janvier 1937. 
En 1938, après un incendie à bord, le destroyer doit retourner au chantier naval pendant plusieurs mois. Peu avant le début de la Seconde Guerre mondiale, les navires sont remplacés par les nouveaux destroyers de classe K qui arrivent.
L'Echo a  un petit rôle dans le film Q Planes, sorti en mars 1939.

### Seconde Guerre mondiale
En septembre 1939, à l'issue de ses essais de réactivation, l'Echo est transféré à la 12e flottille de destroyers pour la patrouille anti-sous-marine et la défense des convois dans la Manche et les approches du Sud-Ouest.
Le 17 septembre, l'Echo participe aux opérations de sauvetage après le naufrage du porte-avions HMS Courageous (50) par le U-29 à la position géographique de 50° 10′ N, 14° 45′ O au Sud-Ouest des côtes irlandaises.
En janvier 1940, l'Echo est redéployé avec la 12e flottille de destroyers à Scapa Flow pour des tâches d'escorte et de patrouille. En mai, il est déployé pour soutenir les opérations militaires en Norvège. En août, il escorte les navires du 1er Escadron de mouilleurs de mines lors de plusieurs opérations, et le 28, il est détaché pour l'expédition des Forces françaises libres à Dakar (opération Menace). Après l'abandon de l'opération le 25 septembre, il escorte le cuirassé Barham endommagé jusqu'à Freetown, où l'Echo est retenue pour la défense du convoi local, ne rejoignant la flottille que fin octobre.
Le 21 mai 1941, l'Echo et cinq autres destroyers sont déployés pour escorter le croiseur de bataille Hood et le cuirassé Prince of Wales en route vers le détroit de Danemark, pendant la recherche des navires de guerre allemands Prinz Eugen et Bismarck. Le 25 mai, le lendemain de la bataille du détroit de Danemark, l'Echo escorte le Prince of Wales endommagé jusqu'en Islande. Fin juillet, il est déployé pour la protection des destroyers de la Force P - les porte-avions Furious et Victorious et les croiseurs Devonshire et Suffolk - lors du raid sur Kirkenes et Petsamo. À partir de la mi-août, il est remis en état au chantier naval Harland and Wolff à North Woolwich, et rejoint la flottille le 4 novembre.
À partir du 8 décembre, il fournit avec le Escapade la protection du croiseur Edinburgh qui escorte le convoi russe PQ 6 vers la baie de Kola. À son arrivée le 19, l'Echo est détaché pour escorter un navire marchand russe à Mourmansk. Il est attaqué par deux bombardiers allemands Junkers Ju 88, mais est épargné par l'arrivée opportune des chasseurs Hurricane russes et du Edinburgh. Il escorte ensuite le convoi de retour QP 4, qui arriva à Scapa Flow le 10 janvier 1942.
L'Echo retourne à Scapa Flow pour assurer la défense anti-sous-marine des convois entre le Royaume-Uni et l'Islande. À la mi-juin, il commence un carénage dans un chantier naval sur le Humber. Le 22 août, il retourne à Scapa Flow pour rejoindre la 8e flottille de destroyers. Le 2 septembre, il est déployé pour soutenir le convoi russe PQ 18. D'autres missions dans l'Arctique ont suivi, escortant le convoi de retour QP 15 en novembre, puis le convoi JW 51A en décembre 1942 et le convoi JW 52 en janvier 1943.
En février 1943, l'Echo commence un carénage dans un chantier naval de Humber, rejoignant la 8e flottille de destroyers en juin, et naviguant vers Gibraltar le 17 juin. Début juillet, la flottille se rend à Alexandrie pour préparer l'opération Husky - l'invasion alliée de la Sicile. Le 13 juillet 1943, avec l'aide du Ilex, il coule le sous-marin italien Nereide au sud-est du détroit de Messine. À son arrivée le 16 septembre, il est immédiatement redéployé pour soutenir les opérations de réoccupation des îles de la mer Égée. Le lendemain, il attaque avec le Intrepid le chasseur de sous-marin (Unterseebootsjager) UJ-2104 allemand au large de Stampalia, qui est échoué et abandonné par son équipage
Il est transféré à la Marine de guerre hellénique (Grèce) et rebaptisé RHS Navarinon le 5 avril 1944. Il est déployé pour le soutien des militaires en Adriatique et en Méditerranée centrale, et pour les escortes et patrouilles de convois et est basé à Malte.
En novembre 1944, il est transféré au Pirée après avoir aidé à la réoccupation des îles grecques de la mer Égée et soutenu les débarquements alliés en Grèce
De janvier à mai 1945, le Navarinon est déployé dans les eaux côtières grecques pour soutenir les insurgés communistes.

## Après-guerre
Ce navire est conservé dans la Marine hellénique après la fin des hostilités en Europe et, en 1953, il représente la Grèce à Spithead lors de la revue du couronnement de la reine Élisabeth II.
Avant de retourner à la Royal Navy en 1956, il est utilisé pour des tâches d'entraînement. Le 8 mars 1956, il est rendu à la Royal Navy à Malte et est inscrit sur la liste des navires à éliminer. Vendu à la BISCo pour être démoli par Clayton and Davie, il arrive en remorque sur le chantier de démolition de Dunston on Tyne en avril 1956 et la démolition est terminée en avril 1957.

### Honneurs de bataille
- ARCTIC  1941-43
- MALTA CONVOYS 1942
- SICILY  1943
- SALERNO 1943
- AEGEAN  1943

### Participation auxconvois
L'Echo a navigué avec les convois suivants au cours de sa carrière:
1. Convoi HG 1
2. Convoi JW 51A
3. Convoi JW 52
4. Convoi NV 12
5. Convoi OA 16G
6. Convoi OA 11
7. Convoi OB 295
8. Convoi ON 11(Nor)
9. Convoi PQ 6
10. Convoi PQ 12
11. Convoi PQ 13
12. Convoi PQ 18
13. Convoi QP 4
14. Convoi QP 9
15. Convoi QP 14
16. Convoi QP 15
17. Convoi RA 51
18. Convoi TC 9
19. Convoi TC 10
20. Convoi WS 6A
21. Convoi WS 8C

### Commandement
- Commander (Cdr.) Stanley Herbert King Spurgeon (RAN) du 3 avril 1939 au 11 février 1941
- Lieutenant Commander (Lt.Cdr.) Cecil Hugo de Boisville Newby (RN) du 11 février 1941 au 17 février 1942
- Lieutenant Commander (Royal Navy) (Lt.Cdr.) Norman Lanyon (RN) du 17 février 1942 au 11 février 1943
- Lieutenant (Lt.) Richard Herbert Calcraft Wyld (RN) du 11 février 1943 à début 1044